# Fahrzeugbau Luther & Heyer

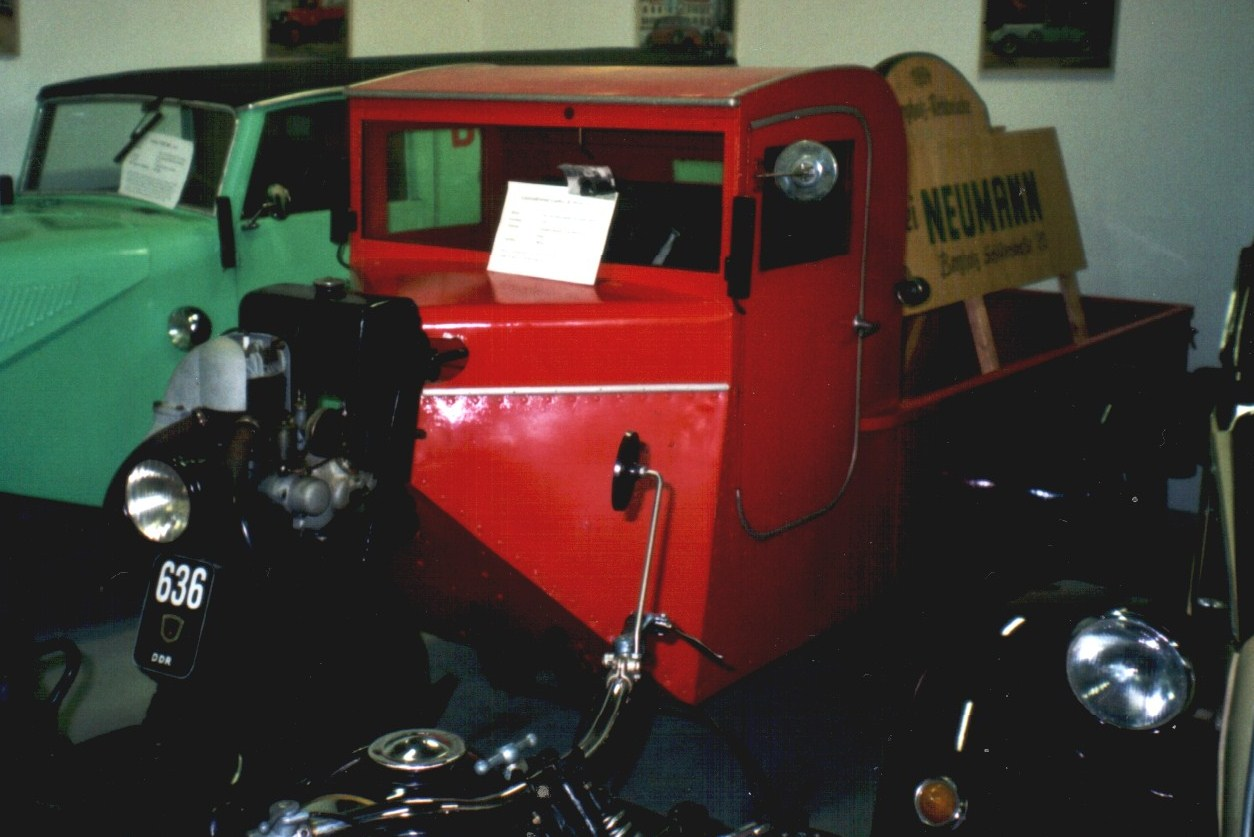
Luther & Heyer Dreirad-Pritschenwagen von 1932

Fahrzeugbau Luther & Heyer GmbH war ein deutscher Hersteller von Kraftfahrzeugen.

## Unternehmensgeschichte
Das Unternehmen aus Berlin begann 1924 mit der Produktion von Automobilen. Der Markenname lautete Luther & Heyer. 1931, 1932 oder 1933 kamen Nutzfahrzeuge dazu. 1933, 1937 oder 1939 endete die Produktion.

## Fahrzeuge
Das erste Modell 4/12 PS wurde 1924 präsentiert. Es war ein Kleinwagen. Ein Vierzylindermotor mit 1000 cm³ Hubraum trieb das Fahrzeug an.
In den 1930er Jahren entstanden Nutzfahrzeuge mit drei Rädern. Ein Pritschenwagen von 1932 existiert noch und ist im Veteranen-Fahrzeugmuseum von Herbert Schmidt in Bergholz-Rehbrücke ausgestellt. Ein Einzylindermotor mit 192 cm³ Hubraum und 5 PS Leistung sorgt für den Antrieb.